# Públio Ostório Escápula

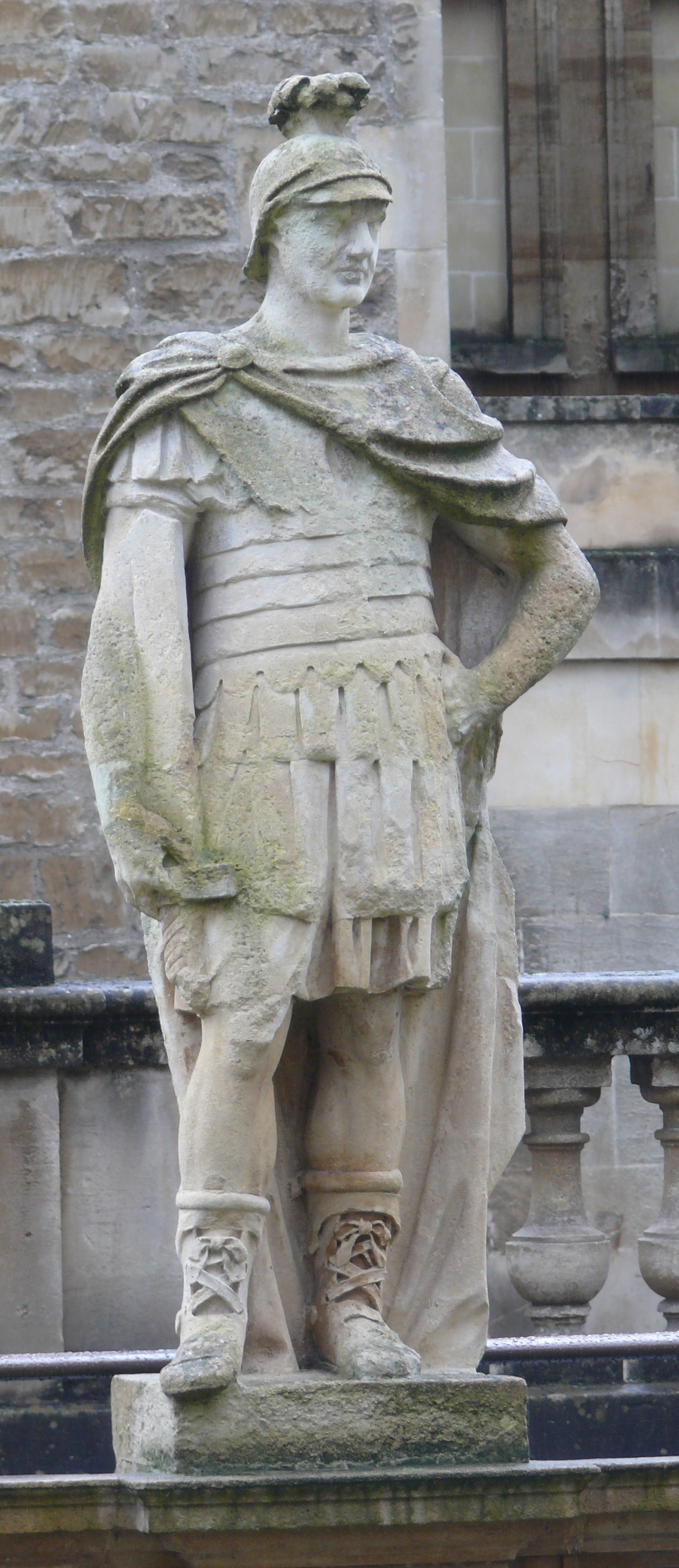
Públio Ostório Escápula, estátua no terraço das termas romanas de Bath

Públio Ostório Escápula (m. 52) foi um político e general romano que governou a província da Britânia de 47 d.C. até a sua morte. Escápula foi o general responsável pela derrota e captura de Carataco.

## Carreira
Públio Ostório Escápula foi provavelmente filho de Quinto Ostório Escápula, o primeiro comandante da Guarda Pretoriana nomeado por César Augusto em comando conjunto. Posteriormente, o pai de Escápula foi designado prefeito da província do Egito.
Não se conhece nada dos começos da sua carreira. Foi designado cônsul sufecto, provavelmente em 46. No Inverno de 47 foi designado como o segundo governador da província da Britânia pelo imperador Cláudio. Escápula sucedeu no cargo a Aulo Pláucio. O sul e o leste  da ilha estavam sob controle romano através de guarnições ou alianças com tribos nativas, contudo, ainda havia um grande número de povos que resistiam. Acreditando que o novo governador não  iniciaria uma campanha nessa época do ano, os Britanos organizaram uma série de ataques e levantamentos por todo o território.
Escápula dissuadiu-os respondendo vigorosamente, atacando-os sem  dar tempo a poderem reagrupar-se. Aparentemente (baseado num texto da obra de Tácito, Anales) Escápula declarou a sua intenção de vencer todos os gauleses assentados a sul e a leste dos rios Trent e Severn.
Os Icenos, uma tribo com capital em Norfolk, que não fora conquistada mas que se aliara com os romanos de jeito voluntária, opôs-se ao plano expansionista de Escápula e incitou as tribos da região à rebelião. Escápula derrotou por completo a esta tribo quando tomou por assalto direto as fortificações base dos icenos, situada provavelmente em Camp Stonea Fens, perto de March, em Cambridgeshire. O seu filho, Marco Ostório Escápula, ganhou a coroa cívica ao salvar a vida de um cidadão romano durante os combates. A tribo dos icenos continuou como povo independente, embora seja provável que os romanos introduzissem Prasutago  visando romanizá-los.
Após suprimir a rebelião, Escápula iniciou uma série de expedições fronteiriças. Após um período de incerteza, Escápula iniciou uma produtiva campanha contra a tribo dos Deceanglos, povo assentado a norte de Gales (48). Este movimento era  astuto, pois dividia as tribos do norte da Britânia das de Gales. Escápula porém teve de retroceder  quando uma nova rebelião estourou entre os Brigantes. Esta rebelião foi depressa suprimida, mas revelou os perigos que representavam os estados cliente da Britânia. Escápula separou as suas tropas para dissuadir as tribos. A Legio XIV Gemina foi estacionada na região dos brigantes, a Legio II Augusta foi transladada para a zona de sudeste, a Legio XX Valeria Victrix atacou a zona de Colchester e a Legio IX Hispânica estava fazendo campanha na região de Trent. Após retaliar os brigantes, a Legio XIV acampou em Wroxeter.
Escápula iniciou a romanização das profundas regiões do sul, fundou a primeira colônia de veteranos militares em Camuloduno em 49 e, provavelmente, criou um novo município em Verulâmio. Escápula demonstrara durante o seu governo uma considerável habilidade militar, além da sua capacidade administrativa, porém não pôde chegar às zonas onde residia a verdadeira riqueza mineral da ilha, situadas nos assentamentos bárbaros do norte. A sua captura teria de aguardar até anos posteriores.
Enquanto, Carataco, cuja tribo, os catuvelaunos, fora derrotada durante a primeira fase da conquista, havia volto a surgir liderando a coligação formada pelos siluros do Leste de Gales e de Gloucestershire. Quando a rebelião se viu frenada pelo programa de construção de fortificações fronteiriças iniciada por Escápula, Carataco dirigiu-se para norte, para a terra dos ordovicos. Escápula, temeroso das intenções de Carataco, dividiu uma parte do seu exército que combateu contra ele após vários anos de escaramuças não importante. A batalha final livrou-se num lugar perto do Rio Severn, provavelmente nas imediações de Caersws (51). A vitória romana foi tão contundente que os britanos dessas regiões tardaram muito tempo em recuperar-se.
Os Ordovicos, enquanto isso, fortificaram o seu acidentado território,  impedindo que os romanos cercassem os seus ópidos. Embora Escápula fosse preocupado pela aparência inexpugnável do território dos Ordovicos, os ânimos dos seus soldados obrigaram-no a avançar no que ao final resultou ser uma fácil campanha. Durante as batalhas, a esposa e a filha de Carataco foram capturadas e o seu irmão entregou-se aos romanos. Carataco, pela sua vez, fugiu para o território dos brigantes, porém a sua rainha, Cartimándua, manteve-se fiel a Roma e entregou-o.
Após a campanha, Escápula foi honrado com um triunfo, porém o general não sufocara por completo a resistência da fronteira galesa. Os siluros continuaram fustigando as tropas romanas, insistindo nos ataques após o comunicado de Escápula que dizia que os exterminaria. O general ocupou a uma grande força de legionários na reconstrução de fortificações, porém esta foi atacada por um exército de siluros que os massacraram. Os violentos ataques dos siluros eram motivados indubitavelmente pelo discurso de Escápula. Esta tribo começou a tomar reféns entre os legionários romanos e  repartiu-os entre as tribos vizinhas. Este movimento era enormemente hábil, pois obrigava estes povos a organizarem uma nova resistência.
Ostório faleceu repentinamente em 52 após um governo que o desgastara muito duramente e deixando Roma com um grande problema nas fronteiras britânicas. As excursões dos siluros continuaram e derrotaram uma legião liderada por Caio Mânlio Valente, antes que Aulo Dídio Galo chegara à província. A completa pacificação da província somente se conseguiu 25 anos depois, durante o governo de Sexto Júlio Frontino.